# Galeria 86
Galeria 86 – galeria sztuki znajdująca się w Łodzi przy al. Kościuszki 24.
Powstała w 1986 roku. od 1995 współpracuje z Muzeum Sztuki w Łodzi.